# Orsiczy (przystanek kolejowy)
Orsiczy (biał. Орсічы, ros. Орсичи) – przystanek kolejowy w miejscowości Orsiczy, w rejonie bobrujskim, w obwodzie mohylewskim, na Białorusi. Położony jest na linii Bobrujsk - Rabkor.